# 第二成人式
第二成人式（だいにせいじんしき）とは被選挙権を得た25歳を祝う式典である。
政治家になる事をより身近に、魅力的に感じてもらうというコンセプトの元、2010年1月11日（成人の日）に中野サンプラザで第1回が開催され、総勢約70名が参加した。その模様は翌日にフジテレビの『とくダネ!』でも放送された。
主催は、第二成人式実行委員会。